# Clean Slate
Clean Slate es una comedia estadounidense cocreada y protagonizada por Laverne Cox y George Wallace. La serie se estrenó en Prime Video el 6 de febrero de 2025.

## Sinopsis
"La serie sigue a Desiree, quien regresa a su pequeño pueblo en Alabama para reunirse con su padre Harry después de 23 años de ausencia. Harry está emocionado por reencontrarse con su hijo, y no tiene idea de que ese hijo ahora es Desiree, una orgullosa mujer trans".

## Elenco
- Laverne Cox como Desiree, una mujer trans que se reencuentra con su padre, Harry, en su pequeño pueblo natal de Alabama después de 23 años de ausencia.
- George Wallace como Harry Slate, dueño de un lavadero de coches y padre de Desiree.
- Jay Wilkison como Mack, uno de los empleados de Harry.
- Norah Murphy como Opal, la hija de Mack
- DK Uzoukwu como Louis, el mejor amigo de la infancia de Desiree y director del coro de la iglesia.
- Telma Hopkins como Ella, la madre de Louis
- Phillip García como Miguel, el vecino de Harry[2]

## Producción

### Desarrollo
La serie fue anunciada originalmente por Peacock en enero de 2020 con Laverne Cox y George Wallace protagonizando papeles principales. Cox y Wallace son los creadores y productores ejecutivos de la serie con Dan Ewen. Ewen se desempeña como showrunner de la serie con el productor ejecutivo Simran Baidwan. Norman Lear fue productor ejecutivo a través de Act III Productions, junto con Brent Miller. Fue una de las últimas series producidas por Norman Lear antes de su muerte en 2023. Paul Hilepo es productor de la serie. Nisha Ganatra dirigió el piloto de la serie.
En febrero de 2021, la serie se trasladó a IMDb TV (ahora conocida como Amazon Freevee). En septiembre de 2022, Amazon Freevee dio el pedido de la serie. En diciembre de 2024, se anunció que la serie se trasladaría de Amazon Freevee a Amazon Prime Video.

### Casting
En marzo de 2023, se anunció que DK Uzoukwu, Telma Hopkins, Jay Wilkison y Norah Murphy se unieron al elenco como personajes regulares de la serie junto a Cox y Wallace.

### Rodaje
La serie se filmó en gran parte en Georgia.

## Lanzamiento
La serie se estrenó el 6 de febrero de 2025 en Prime Video.

## Recepción
En una reseña positiva, Barry Levitt escribió en The Daily Beast: "Clean Slate desafía sabiamente las concepciones comunes del sur de Estados Unidos... Esta ciudad de Alabama está llena de personas que aman a Jesús, por supuesto, pero también aman a la familia y todo lo demás. No todos en la ciudad están ansiosos por abrazar a Desiree, pero la gran mayoría de los lugareños la reciben como si fuera su propia hija". Después de señalar la relevancia cultural de un programa sobre personas trans "que debuta en un momento en que la actual administración presidencial está despojando agresivamente a las personas trans de sus derechos", Alan Sepinwall de Rolling Stone describió el programa como "contento con ser una comedia familiar y de amigos simple y relativamente pasada de moda. Pero centrar una comedia como esa en torno a un personaje trans se siente como un acto de protesta política audaz, incluso si nadie lo quiso decir de esa manera". Michele Theil escribió para PinkNews que Laverne Cox es la "estrella brillante" de Clean Slate.
En una reseña menos positiva, Daniel Feinberg describió la serie en The Hollywood Reporter como "más una fantasía de comprensión social que una comedia orientada a problemas, que rara vez produce risas pero que muy frecuentemente genera una sensación de calidez razonablemente merecida".